# カタラガマ神殿
カタラガマ神殿 (カタラガマしんでん、英語: Kataragama Temple) はスリランカのウバ州カタラガマにある神殿。
都市名にもなっているカタラガマとはヒンドゥー教の軍神スカンダのことである。市内のキリ・ヴィハーラやモスクなど多くの宗教施設が集まる宗教公園内にあり、本殿付近には考古学博物館や菩提樹がある。

## 概要
かつてはジャングルの奥地にある神殿であったが、現在は道路が整備されてアクセスがしやすくなった。神殿とその近隣にあるキリ・ヴィハーラ寺院は仏教徒が、シヴァ神に捧げられた神殿はヒンドゥー教徒が、モスクはイスラム教徒がそれぞれ管理している。
この神殿は長年スリランカのタミル人と南インドの人々にとって巡礼地となっている。20世紀後半からはシンハラ人仏教徒からも注目されるようになり、現在では訪問者の大半を占めている。
スリランカの仏教において、カタラガマ神とこの地は非常に有名で人気のある存在であり、関連する数多くの神話や逸話、伝承が存在する。元々はヒンドゥー教の神であるカタラガマ神であるが、現地の仏教徒や仏教の高僧らによって徐々に仏教化がなされ、祭礼の方法もヒンドゥー教由来のものからより仏教的なものへと変えられてきた。この地には南インドやタミル人たちのヒンドゥー教とシンハラ人の仏教それぞれの神話に記載がある一方で、遺跡などから歴史を再構成するのは難しいため、仏教徒とヒンドゥー教徒による所有権争いが繰り広げられている。
カプララと呼ばれるこの地の神官たちはヴェッダ人の子孫であると考えられており、近隣の山地に住むヴェッダ人たちもこの地を聖地としている。また、近くにはモスクやイスラム教徒の墓もある。東部州にはムルガン神に捧げられた類似の神殿がいくつかあり、セイロン島北部のジャフナから南部のカタラガマまでが巡礼道とされている。この巡礼道は古くから知られており、14世紀から15世紀に活躍した詩人のアルナギリナタールもこの道を通っている。一方でこの神殿の周辺では魔術や呪いなども行われていた。この地は1950年代に政府によって正式に聖地とされ、政治家たちもこの地の維持管理に力を注いでいる。

## 宗教間の対立
スリランカでは、ヒンドゥー教を信じるタミル人と仏教を信じるシンハラ人が長年対立しており、カタラガマ神殿においても問題になっている。ポール・ワーツによると、1930年代には既にカタラガマ神殿の帰属を巡って両信徒が対立していた。長年カタラガマ神殿の巡礼者の大半はスリランカや南インドからのヒンドゥー教徒が占めていたが、1940年に道路建設が行われて以降はシンハラ人仏教徒の巡礼者数が急速に増加した。これにより、カタラガマ神殿の帰属と儀式のやり方を巡って両信徒の対立が悪化した。政府は多数派のシンハラ人仏教徒を支援し、神殿建屋の所有権を仏教徒へと移した。加えてタミル人の参拝が一部制限されたため、タミル人たちは反発した。神殿の所有権喪失はスリランカにおけるタミル人ヒンドゥー教徒社会に悪影響を及ぼした。